# مخیتار هاروتیونیان
مخیتار جانشیکی هاروتیونیان (ارمنی: Մխիթար Ջանշիկի Հարությունյան؛ زادهٔ ۸ اوت ۱۹۶۸) یک سیاستمدار اهل ارمنستان است که از تاریخ ۲۰۰۷ تا تاریخ ۲۰۱۲ سمت نمایندگی دوره چهارم مجلس ملی جمهوری ارمنستان را برعهده داشت.

## زندگی‌نامه
در 	۸ اوت ۱۹۶۸ در آغاونادزور به دنیا آمد .